# 文艺峰
文艺峰（韓語：문예봉，1917年1月3日—1999年3月26日），女，咸镜南道咸兴市人，日治朝鲜、朝鲜民主主义人民共和国电影演员。作品有《春香传》、《蔷花红莲传》、《我的故乡》等。
文艺峰曾因日治时期出演朝鮮映画製作株式会社共9部美化战争或煽动参战的电影于2008年被韩国親日反民族行為者財產調查委員會列入《親日人名辭典》名单，但之后因“身为演员进行反民族行为的严重度较低”而被移除。